# Supercoppa turca 2023 (pallavolo maschile)
La Supercoppa turca 2023, 14ª edizione della supercoppa nazionale di pallavolo maschile, si è svolta il 1º novembre 2023: al torneo hanno partecipato due squadre di club turche e la vittoria finale è andata per la quarta volta, la terza consecutiva, allo Ziraat Bankası.

## Regolamento
La formula ha previsto una gara unica.

## Squadre partecipanti
| Squadra        | Qualificazione                      |
| -------------- | ----------------------------------- |
| Halkbank       | Vincitrice Coppa di Turchia 2022-23 |
| Ziraat Bankası | Vincitrice Efeler Ligi 2022-23      |

## Torneo
| 1º novembre 2023 Başkent Voleybol Salonu, Ankara Durata: 2h:09 - Spettatori: 5 000 | Ziraat Bankası | 3 - 1 | Halkbank | 22-25, 31-29, 25-19, 25-23 |